# Belladonna (groupe)
Pour les articles homonymes, voir Belladonna.
Belladonna est un groupe de rock music italien créé à Rome, en Italie, en 2005 par Luana Caraffa et Dani Macchi. Ils se définissent comme étant les créateurs du « rock noir ».